# CBS Evening News
CBS Evening News est un journal télévisé du soir diffusé quotidiennement depuis 1948 sur le réseau de télévision américain CBS. À compter du 27 janvier 2025, il est présenté par Maurice DuBois (en) et John Dickerson du lundi au vendredi.

## Description

### Les présentateurs
CBS Evening News a été présenté par des journalistes devenus célèbres pour le style qu'ils imposaient au journal.
Le journaliste Walter Cronkite reste le présentateur emblématique de ce journal, qu'il a présenté pendant près de vingt ans, des années 1960 aux années 1980.
En 2006, Katie Couric devient la première femme à présenter CBS Evening News. En 2011, lors d'une édition de son journal, elle annonce quitter prochainement CBS pour animer sur ABC un talk show qui remplace celui d'Oprah Winfrey. Scott Pelley est alors nommé pour la remplacer.
Jeff Glor (en) est animateur de 2016 à 2019 avant l'arrivée de Norah O'Donnell.
Norah O'Donnell accède au CBS Evening News après avoir notamment été journaliste pour l'émission matinale de CBS This Morning.

### Plateau
Le plateau du CBS Evening News, installé à New York jusqu'en 2019, déménage à Washington en décembre 2019, faisant du programme la seule émission d'information du pays à être produite et diffusée depuis cette ville.

## Identité visuelle

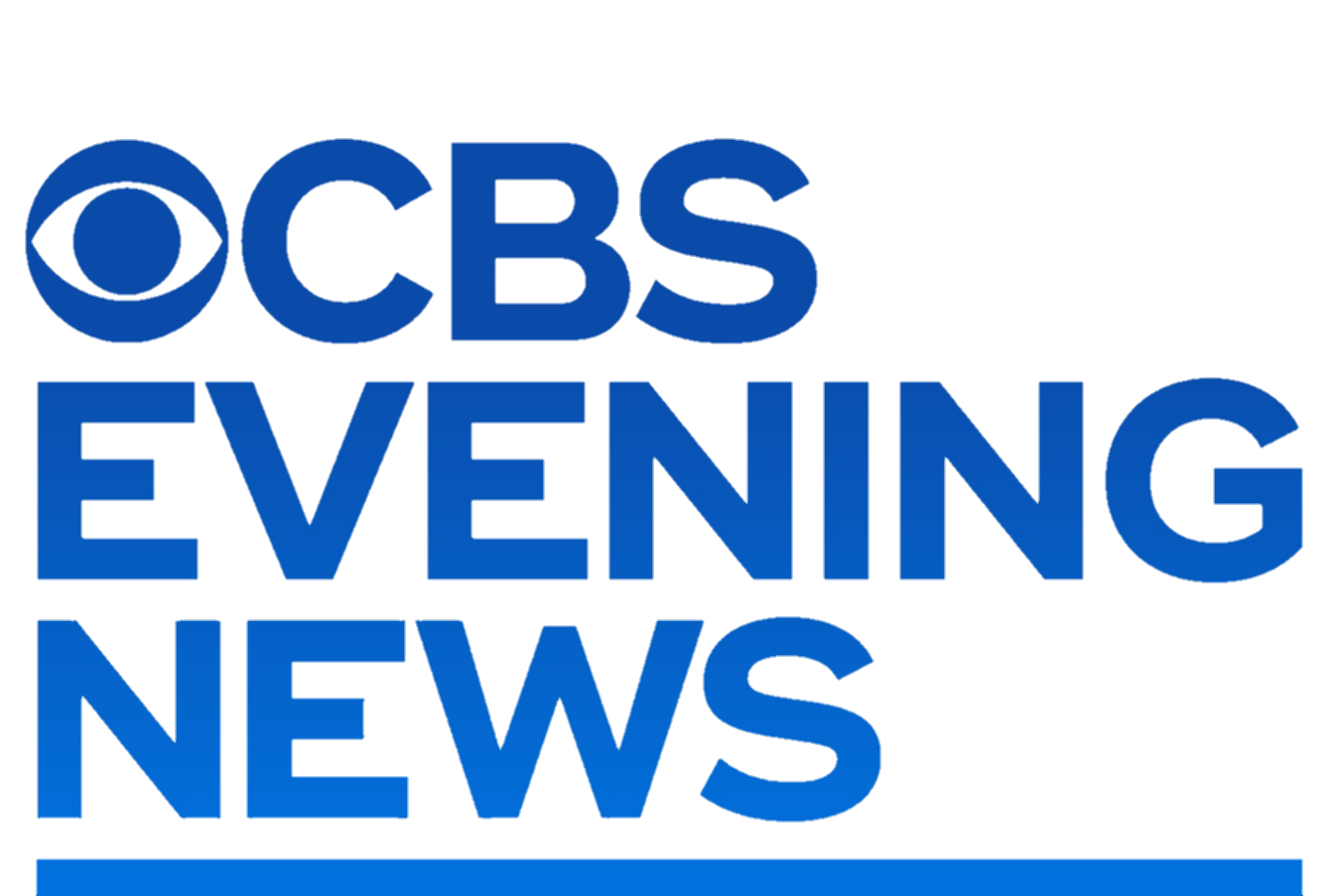
15 juillet 2019 – 28 août 2022
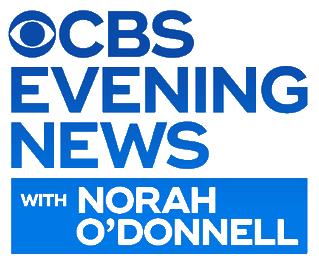
15 juillet 2019 – 28 août 2022 (avec le nom du présentateur)
29 août 2022 – 23 janvier 2025 (sans nom du présentateur)
29 août 2022 – 23 janvier 2025 (avec le nom du présentateur)
Logo depuis le 27 janvier 2025

## Diffusion à l'étranger
Le journal a été diffusé en France dès 1987 et jusqu'à fin 1996 sur Canal+ tôt le matin en clair, en léger différé de quelques heures et sous-titré en français. Il est remplacé par le journal d'ABC à partir de 1997.